# Maurice Cacheux
Maurice Cacheux, né le 6 septembre 1913 à Cambrai et mort le 13 octobre 1980 à Annecy, est un coureur cycliste français, professionnel de 1937 à 1947.

## Palmarès
- 1934
  - 3e du Circuit du Port de Dunkerque
- 1937
  - GP Wolber indépendants
  - 3e de Lille-Bruxelles-Lille
- 1938
  - 2e du Championnat de France de cyclo-cross
- 1939
  - Circuit de Paris
- 1944
  - Tour du Calvados

## Résultats sur le Tour de France
1 participation
- 1937 : abandon à la 8e étape